# 丹·豪瑟
丹·豪瑟（英語：Dan Houser，1973年11月—）是一名电子游戏制作人以及Rockstar games的创始人（与他的兄弟萨姆·豪瑟），曾任副总裁。除了电子游戏，Dan Houser还是Rockstar的总编剧，包括《Bully》，《荒野大镖客：救赎》，《荒野大镖客：救赎2》和《马克思·佩恩3》在內的遊戲編劇都是他，他还撰写或合写几乎侠盗猎车手系列的所有游戏。2020年3月11日，丹·豪瑟從Rockstar games离职。

## 早期生活
丹·豪瑟于1973年11月出生于伦敦， 是女演员杰拉尔丁·莫法特和律师沃尔特·豪瑟的儿子。 他曾在圣保罗学校和牛津大学接受教育，学习地理。 尽管丹·豪瑟和他的兄弟萨姆·豪瑟（他后来与其共同创立了Rockstar Games）都想成为音乐家，但他们从小就对叙事故事充满兴趣。他们在伦敦的一个录像带租赁店附近长大，观看过许多美国犯罪片、邪典电影和意大利式西部片。豪瑟曾表示他是电影《战士帮》的粉丝， Rockstar Games后来在2005年发布了该电影的游戏改编版。

## 职业生涯

### 早期工作和Rockstar Games
1995年，丹·豪瑟在BMG Interactive获得了一份兼职工作，负责测试CD-ROM；他后来成为全职员工直至1996年。 丹和萨姆后来对DMA Design正在开发的游戏《Race'n'Chase》产生了兴趣，并在预览了游戏后将其签约给BMG Interactive作为发行商，并将游戏名称改为《侠盗猎车手》。 1998年BMG Interactive被Take-Two收购后，豪瑟和他的兄弟随公司迁至纽约，并在那里创立了Rockstar Games。 他曾提到任天堂64上的3D《马里奥》和《塞尔达》游戏对他的工作产生了影响。
丹·豪瑟被认为是五款《侠盗猎车手》游戏的制作人，同时也担任该系列的编剧和配音演员。 尽管《侠盗猎车手》系列备受瞩目，豪瑟和他的兄弟一直避免成为名人焦点，他们更愿意将注意力集中在Rockstar Games品牌上，而不是将游戏的成功归功于任何个人。 2009年，丹和萨姆·豪瑟双双入选《时代》杂志的2009年100位最具影响力人物名单。
2014年，丹·豪瑟和他的兄弟入选互动艺术与科学学会名人堂。

### 离开Rockstar和创立Absurd Ventures
2020年2月，Rockstar Games的母公司Take-Two Interactive宣布豪瑟从Rockstar Games辞职。他在2019年长时间休假后，于2020年3月11日离开Rockstar。 2021年2月，丹·豪瑟在特拉华州注册了两家公司：Absurd Ventures LLC和Absurd Ventures in Games LLC，后者在奥尔特林厄姆设有英国子公司。丹·豪瑟被列为公司的制作人和创意总监。 2023年6月，丹·豪瑟正式公开该工作室，他表示该工作室将“在电子游戏、书籍、漫画、剧本播客、真人影视和动画中创造新宇宙”。
2023年11月，有消息称雷兹洛·琼斯和迈克尔·恩斯沃思分别以执行制作人和故事主管的身份加入了该公司。 该公司还宣布了其首批项目：一部名为《American Caper》的漫画和一部名为《A Better Paradise》的音频系列。 2024年9月，Absurd Ventures宣布成立Absurd Marin，该工作室由约20名来自Ascendant Studios（《Immortals of Aveum》的开发商）的开发人员组成。
2025年1月，Absurd Ventures发布了“Absurdaverse”的标志和角色阵容，这是一个包含动画和“故事驱动的动作喜剧冒险游戏”的新项目。

### 其他工作
截至2022年9月，丹·豪瑟在投资了Revolving Games（一家区块链游戏工作室）1320万美元的融资后，加入了该公司的顾问委员会； 豪瑟几年前与联合创始人萨德·扎伊姆会面探讨创意，但最终他们选择了不同的项目，导致丹·豪瑟成为顾问和投资者。

## 个人生活
丹·豪瑟与企业家和作家克里斯蒂娜·雅库比亚克结婚。 他们曾住在杜鲁门·卡波特在纽约市布鲁克林高地社区的故居中，这座房子他们以1250万美元的价格购入，是布鲁克林历史上最昂贵的房屋交易。 2020年，他们购买了科南·奥布莱恩在洛杉矶布伦特伍德社区的故居。 他们有三个孩子，并拥有一座建于1920年代的度假小屋，位于纽约州萨拉纳克湖沿岸。 丹·豪瑟拥有英国和美国双重国籍。 截至2016年，丹·豪瑟和他的妻子与萨姆及其妻子阿努什卡共同担任纽约Houser Foundation Inc.的董事。

## 作品

### 电子游戏
| 年份 | 标题                     | 角色                   |
| ---- | ------------------------ | ---------------------- |
| 1999 | 侠盗猎车手：伦敦1969     | 制作人、编剧           |
| 1999 | 侠盗猎车手：伦敦1961     | 制作人、编剧           |
| 1999 | 侠盗猎车手2              | 编剧                   |
| 2000 | X-Squad                  | 配音演员               |
| 2001 | 侠盗猎车手III            | 制作人、配音演员、编剧 |
| 2001 | 走私者行动2：敌对领土    | 编剧                   |
| 2002 | 走私者行动：战区         | 执行制作人             |
| 2002 | 侠盗猎车手：罪恶都市     | 制作人、配音演员、编剧 |
| 2004 | 侠盗猎车手：圣安地列斯   | 制作人、配音演员、编剧 |
| 2005 | 侠盗猎车手：自由城故事   | 配音演员、编剧         |
| 2006 | 侠盗猎车手：罪恶都市传奇 | 执行制作人、编剧       |
| 2006 | 恶霸鲁尼                 | 编剧                   |
| 2008 | 侠盗猎车手IV             | 编剧                   |
| 2008 | 湾岸午夜俱乐部：洛杉矶   | 编剧                   |
| 2009 | 侠盗猎车手IV：失落与诅咒 | 编剧                   |
| 2009 | 侠盗猎车手：唐人街战争   | 编剧                   |
| 2009 | 侠盗猎车手：夜生活之曲   | 编剧                   |
| 2010 | 荒野大镖客：救赎         | 执行制作人、编剧       |
| 2010 | 荒野大镖客：不死梦魇     | 编剧                   |
| 2011 | 黑色洛城                 | 执行制作人             |
| 2012 | 马克思·佩恩3             | 执行制作人、编剧       |
| 2013 | 侠盗猎车手V              | 执行制作人、编剧       |
| 2018 | 荒野大镖客：救赎2        | 执行制作人、编剧       |
| 2019 | 荒野大镖客Online         | 执行制作人、编剧       |
| 待定 | 未命名的科幻开放世界游戏 | 执行制作人、编剧       |

### 其他作品
| 年份 | 标题                   | 角色         | 备注 |
| ---- | ---------------------- | ------------ | ---- |
| 2024 | 美好天堂：第一卷：余波 | 编剧、创作者 | 播客 |